# Salpingostylis caelestina
Salpingostylis caelestina (W.Bartram) Small – gatunek rzadkich roślin należący do monotypowego rodzaju Salpingostylis Small z rodziny kosaćcowatych (Iridaceae), występujący endemicznie w północno-wschodniej Florydzie w Stanach Zjednoczonych Ameryki Północnej, z centrum występowania w Hrabstwie Clay i Bradford.

## Morfologia
PokrójMałe wieloletnie rośliny zielne, o wysokości do 36 cm.
PędyPodziemna bulwocebula o średnicy ok. 1,5 cm, pokryta brunatną okrywą. Pęd kwiatostanowy wzniesiony, prosty (rzadko rozgałęziony), o długości od 18 do 36 cm.
LiścieOd jednego do trzech (rzadko czterech) liści odziomkowych, wąskorównowąskich, gładkich, z równoległymi fałdami, z pochwą u nasady, o długości do 30 cm i szerokości od 1 do 4 mm. Jeden lub dwa liście łodygowe, o długości od 2,5 do 9 cm i szerokości 1–2 mm.
KwiatyZebrane po 1–2 w dwurzędkę, wspartą 2 podsadkami, zewnętrzną o długości 2,5–4 cm, wewnętrzną o długości 4,5–5 cm, zaostrzonymi. Kwiaty szypułkowe, o średnicy 5 cm. Szypułki wygięte w fazie kwitnienia, kierując kwiat lateralnie do pędu, w fazie owocowania wzniesione. Okwiat określany jako niebieski, niebieskofioletowy, lawendowy lub fioletowy, zwykle z białym oczkiem. Listki okwiatu niemal równej wielkości, odwrotniejajowate, tępe, o długości 3,5 cm i szerokości 1,7 cm. Nitki pręcików wolne, o długości 4 mm. Główki pręcików o długości 5 mm, strzałkowate u nasady. Słupek dolny, trąbkowaty. Zalążnia naga, podługowato-maczugowata, o długości 3 mm. Szyjka słupka o długości 8 mm, rozwidlająca się na trzy nerkowate łatki o długości 3 mm, orzęsione.
OwoceElipsoidalne torebki o długości 1,5–2 cm, zawierające ceglasto-brunatne, kanciaste nasiona o długości 2,5 mm.

## Biologia
RozwójGeofity, kwitnące od maja do czerwca. Ich kwiaty otwierają się o świcie i zamykają ok. 9:00 rano lub później w dni pochmurne. Kwitną szczególnie obficie w sezonach następujących po wypaleniu siedliska.
SiedliskoRośliny zasiedlają wilgotne, trawiaste lasy, w których występują okresowe pożary.

## Systematyka i nazewnictwo
SystematykaGatunek z monotypowego rodzaju Salpingostylis w plemieniu Tigridieae, z podrodziny Iridoideae z rodziny kosaćcowatych (Iridaceae).
Etymologia nazwy naukowejNazwa naukowa rodzaju pochodzi od greckich słów σάλπιγξ (salpinx – trąbka) i στήλης (stylis – słupek) i odnosi się do kształtu słupka tych roślin. Epitet gatunkowy pochodzi od łacińskiego słowa caelestis – niebiański.
Synonimy nomenklaturowe
- (bazonim) Ixia caelestina W.Bartram, Travels Carolina: 155 (1791).
- Trichonema caelestinum (W.Bartram) Sweet, Hort. Brit.: 399 (1826).
- Marica caelestina (W.Bartram) Ker Gawl., Irid. Gen.: 19 (1827).
- Nemastylis caelestina (W.Bartram) Nutt., Trans. Amer. Philos. Soc., n.s., 5: 157 (1835).
- Beatonia caelestina (W.Bartram) Klatt, Linnaea 31: 567 (1862).
- Sphenostigma caelestinum (W.Bartram) R.C.Foster, Contr. Gray Herb. 155: 15 (1945).
- Calydorea caelestina (W.Bartram) Goldblatt & Henrich, Ann. Missouri Bot. Gard. 78: 510 (1991).